# Обещание на рассвете
«Обеща́ние на рассве́те» (фр. La promesse de l’aube — автобиографический роман французского писателя Ромена Гари (1960, русский перевод 1993).
Художественная автобиография писателя, посвящённая подвигу материнской любви. Помимо обычного воспитания мать, растившая его одна, внушала ему мысли о великом будущем, что он станет офицером, героем, дипломатом, писателем. Всё это действительно сбылось, хотя мать видела лишь первые публикации.
22 июня 2007 года в Вильнюсе на улице Басанавичяус (бывшая Большая Погулянка) был открыт памятник работы литовского скульптора Ромаса Квинтаса. Бронзовая скульптура (созданная ещё в 2003) изображает автобиографического героя романа «Обещание на рассвете» — мальчика с галошей в руках. Памятник установлен по инициативе вильнюсского Клуба Ромена Гари при поддержке железнодорожной компании «Летувос гележинкеляй» и Фонда литваков (Litvakų fondas).

## Экранизация
Роман был экранизирован под тем же названием: первый раз в 1970 году Жюлем Дассеном и второй раз в 2017 Эриком Барбье.